# Dao động Rabi chân không
Một dao động Rabi chân không là một dao động ẩm của một nguyên tử bị kích thích ban đầu được ghép với một bộ cộng hưởng điện từ hoặc khoang trong đó nguyên tử phát ra xen kẽ (các) photon vào một khoang điện từ đơn mode và tái hấp thu chúng. Nguyên tử tương tác với trường một chế độ giới hạn trong một thể tích V giới hạn trong một khoang quang.  Kết quả phát xạ tự phát là kết quả của sự ghép giữa nguyên tử và dao động chân không của trường khoang. Tần số Rabi chân không được đưa ra bởi
{\displaystyle \omega ={\frac {2}{\hbar }}{\mathcal {E}}f(\mathbf {R} )\langle \mathbf {p\cdot \epsilon } \rangle \ .}
mà {\displaystyle \mathbf {R} } là vị trí của nguyên tử, {\displaystyle f(\mathbf {R} )=\exp(i\mathbf {k} \cdot \mathbf {R} )}  cho các trường sóng phẳng, {\displaystyle \epsilon } là phân cực trường, {\displaystyle {\mathcal {E}}=(\hbar \omega _{\mathbf {k} }/2\epsilon _{0}V)^{1/2}} 
là điện trường trên mỗi photon, và {\displaystyle \mathbf {p} \cdot \epsilon } là phần tử ma trận lưỡng cực.